# Средњи Дубовик (Босанска Крупа)
Средњи Дубовик је насељено мјесто у Босни и Херцеговини, у општини Босанска Крупа, које административно припада Федерацији Босне и Херцеговине. Према попису становништва из 1991. у пријератном насељеном мјесту Средњи Дубовик је живјело 327 становника. Након потписивања Дејтонског споразума један дио пријератног Средњег Дубовика је припао Федерацији БиХ, а други Републици Српској. Према попису становништва из 2013. у насељу је пописано 18 лица.

## Становништво
| Демографија | Демографија | Демографија |
| Година      | Становника  | Становника  |
| ----------- | ----------- | ----------- |
| 1948.       | 634         |             |
| 1953.       | 636         |             |
| 1961.       | 678         |             |
| 1971.       | 596         |             |
| 1981.       | 402         |             |
| 1991.       | 327         |             |